# Lenau (Kulmain)
Lenau ist ein Gemeindeteil der Gemeinde Kulmain und eine Gemarkung im oberpfälzischen Landkreis Tirschenreuth.

## Geografie
Das Dorf Lenau liegt am südwestlichen Fuß des 682 Meter hohen Schwarzberges, der sich im Südwesten des Fichtelgebirges befindet. Es liegt zweieinhalb Kilometer nördlich von Kulmain sowie unmittelbar südlich der Bahnstrecke Nürnberg–Cheb.
Die Gemarkung Lenau hat eine Fläche von 1373,6 Hektar mit je einem Gemarkungsteil in den Gemeinden Kulmain (Gemarkungsteil 0), Brand (Gemarkungsteil 2) und Immenreuth (Gemarkungsteil 3). Auf dem Gemarkungsteil 0 liegen die Kulmainer Gemeindeteile Babilon, Frankenreuth, Lenau, Hofstetten, Neugrünberg und Ölbrunn, die anderen Gemarkungsteile sind unbewohnt. Die benachbarten Gemarkungen von Lenau sind Fichtelberg, Brand, Ebnath, Oberwappenöst, Kulmain, Punreuth und Ahornberg.

## Geschichte
Das bayerische Urkataster zeigte Lenau in den 1810er Jahren als ein aus einem guten Dutzend Herdstellen bestehendes Dorf, das beiderseits des Erlbaches lag. Mit dem bayerischen Gemeindeedikt von 1818 wurde die Ruralgemeinde Lenau gebildet, zu der die Orte Babilon, Döberein, Frankenreuth, Lenau, Neugrünberg und Ölbrunn gehörten. Im Jahr 1946 wurde der größte Teil der Gemeinde Punreuth mit den Orten Günzlas, Katzenöd, Plößberg und Punreuth eingegliedert. Die Gemeinde Lenau wurde im Zuge der Gebietsreform in Bayern aufgelöst und zum 1. Januar 1978 in die Gemeinden Kulmain und Immenreuth eingegliedert. Die Gemeindeteile Döberein, Günzlas, Katzenöd, Plößberg und Punreuth kamen zur Gemeinde Immenreuth, die übrigen Gemeindeteile zu Kulmain.
| Jahr          | 001824 | 001871 | 001885 | 001900 | 001925 | 001950 | 001961 | 001970 | 001987 |
| Einwohnerzahl | 107    | 110    | 115    | 156    | 103    | 105    | 93     | 92     | 70     |